# Échenoz-le-Sec
Échenoz-le-Sec é uma comuna francesa na região administrativa de Borgonha-Franco-Condado, no departamento de Alto Sona. Estende-se por uma área de 15,47 km². Em 2010 a comuna tinha 300 habitantes (densidade: 19,4 hab./km²).